# وزارة التخطيط والتعاون الدولي (اليمن)
وزارة التخطيط والتعاون الدولي هي أحد وزارات الحكومة اليمنية، وتتخصص بالتعاون الدولي والتخطيط، وتهدف الوزارة إلى التنسيق بين الموارد واحتياجات التنمية من خلال وضع المبادئ والاتجاهات العامة لإدارة إستراتيجية التنمية الاقتصادية والاجتماعية والسعي لتمويلها من مختلف المصادر المحلية والخارجية لتسهم بفاعلية في رفع مستوى النمو الاقتصادي ومعيشة السكان بصورة متوازنة ومضطردة.

## الوزير
الوزير الحالي هو واعد عبدالله عبدالرزاق باذيب منذ 18 ديسمبر 2020م.

## المهام والاختصاصات
تتولى وزارة التخطيط والتعاون الدولي المهام والاختصاصات الآتية:
1. إجراء البحوث والدراسات الاقتصادية والاجتماعية وإعداد استراتيجيات التنمية.
2. المشاركة في إعداد اتجاهات الإصلاح الاقتصادي وفي تقييم مستوى بلوغ الأهداف.
3. مراجعة وتطوير السياسات الاقتصادية طبقًا لأهداف واتجاهات الإصلاح الاقتصادي.
4. إعداد المؤشرات الكلية للخطط الطويلة والمتوسطة والقصيرة الأجل بما تشتمل عليه من أهداف وسياسات بمشاركة الوزارات والقطاعات الحكومية والقطاع الخاص.
5. دراسة وتحليل السياسات القطاعية والإقليمية ووسائل تنفيذها وتحليل مدى تطابقها مع استراتيجيات التنمية.
6. إعداد سياسات وخطط التعاون مع المنظمات غير الحكومية المحلية والأجنبية والتنسيق مع الجهات ذات العلاقة.
7. إعداد الدراسات ووضع السياسات الهادفة لتنمية الموارد البشرية وفقًا لاحتياجات السوق وخطط التنمية المستقبلية.
8. إعداد خطط وبرامج التعاون الاقتصادي، الفني والعلمي مع الدول والتكتلات الاقتصادية والمنظمات الدولية والوكالات والمؤسسات المتخصصة والإعداد والتحضير لأعمال كافة اللجان المشتركة مع الدول الصديقة والشقيقة على كافة المستويات.
9. دراسة ومراجعة مشروعات الخطط القطاعية والإقليمية في ضوء الاستراتيجيات والسياسات المعتمدة وصياغتها في صورة خطة عامة للاقتصاد الوطني.
10. التنسيق مع الجهات ذات العلاقة في وضع وتحسين السياسات والبرامج اللازمة لتنمية القطاع الخاص في إطار الاتجاهات العامة للتنمية والإصلاح الاقتصادي.
11. المشاركة في إعداد الميزانيات المالية والنقدية السنوية بما يتماشى مع اتجاهات ومؤشرات الخطط الاقتصادية.
12. توزيع المخصصات المالية من مصادرها الخارجية والمحلية لصالح مشاريع التنمية وفقًا لأولوياتها والإشراف على الإنفاق على المشروعات الممولة بقروض ومساعدات بالتنسيق مع وزارة المالية والبنك المركزي والجهات المعنية.
13. تقديم المشورة العلمية والرأي الفني في المجال الاقتصادي والاجتماعي لمختلف القطاعات الاقتصادية والسلطات المحلية.
14. تقييم الأداء الاقتصادي الكلي والقطاعي والإقليمي بالتنسيق مع الجهات ذات العلاقة وتقديم تقارير دورية بهذا الشأن إلى مجلس الوزراء والوزارات المعنية.
15. دعم وتطوير النظام الإحصائي وتطبيقاته في مختلف المجالات.
16. جمع وتصنيف البيانات اللازمة للتخطيط الاقتصادي وتحليلها وتنظيم الاستفادة منها في التخطيط والمتابعة والتقييم وتزويد مختلف الأجهزة المعنية بها.
17. إنشاء شبكة ونظام للمعلومات وما يرتبط به من تجهيزات فنية ونظم فرعية وبرامج وشبكات فرعية بصورة تؤمن تحقيق أهداف الوزارة في المتابعة والتقييم لمستوى تنفيذ الخطط التنموية وتبادل المعلومات مع القطاعات الاقتصادية والسلطات المحلية المختلفة.
18. تمثيل الحكومة اليمنية في التفاوض والتباحث والاتصال مع كافة الجهات المانحة.
19. دراسة الجوانب التشريعية والقانونية المتصلة بالتخطيط والتنمية ومجالات التعاون الاقتصادي واقتراح التعديلات الضرورية عليها.